# 大成中学校・高等学校 (愛知県)
大成中学校・高等学校（たいせいちゅうがっこう・こうとうがっこう）は、愛知県一宮市に千秋町に所在し、中高一貫教育を提供する私立中学校・高等学校。
高等学校において、ラトナディアコースに限り、中学校から入学した内部進学の生徒と高等学校から入学した外部進学の生徒との間で、混合してクラスを編成する併設混合型中高一貫校。

## 校名の由来
四字熟語の「大器晩成」ではなく、「才能は小さくてもコツコツ努力を積み重ねた人が最後に一番立派になる」である。

## 中高一貫制の教育区分
学校法人愛知真和学園大成中学校・高等学校では、中学校の第1学年及び第2学年の前期2年間、中学校第3学年及び高等学校第1学年の中期2年間、高等学校の第2学年及び第3学年の後期2年間の2-2-2制（寸胴型）の教育区分を設けている。ラトナディアコースは高校2年生の時にステゥーディアコースと一緒になる。中学校第2学年終了時点までに中学校の学習内容を終え、中学校第3学年から高等学校の学習内容を始め、高等学校第2学年から文系・理系の選択科目の学習を行う。

## 沿革
- 1988年（昭和63年）4月 - 大成高等学校（男子校）設置。
- 1992年（平成4年）4月 - 大成中学校設置。
- 1992年（平成4年）9月 - 大成多目的グラウンド（人工芝）竣工。
- 1992年（平成4年）10月 - 大成中学校開校及び大成高校五周年記念式典。
- 1995年（平成7年）3月 - 大成修遊館竣工。
- 1997年（平成9年）6月 - 大成中学校開校五周年及び大成高校十周年記念式典。
- 1999年（平成11年）8月 - 大成至誠館（学寮）竣工。
- 2001年（平成13年）4月 - 大成高等学校ラトナディアコース共学とする。
- 2002年（平成14年）10月 - 大成中学校開校十周年及び大成高校十五周年記念式典。
- 2003年（平成15年）4月 - 大成中学校共学とする。
- 2006年（平成18年）4月1日 - 学校法人愛知真和学園新設。
- 2007年（平成19年）9月 - 大成第2学寮竣工。
- 2008年（平成20年）4月 - 大成高等学校普通進学コース共学とする。
- 2012年（平成24年） - 大成高等学校普通進学コースをプラウディアコースと改名する。

## 学校行事
海外語学研修
希望者のみ参加。毎年、カナダで二週間程滞在する。中高一貫コースの生徒は、ニュージーランド・セブ島（フィリピン）・オーストラリアに滞在する。
春期遠足
各学年、各コース別に行き先は異なる。
修学旅行
コースごとに行き先が異なり、行き先はハワイやシンガポールが中心である。中学3年生は北海道へ行く。
球技大会
初夏の年1回、クラス対抗で行われる。主な種目は男子はサッカー、ソフトボール、女子は中学はドッジボール、高校はバレーボール。2週間ほど前から体育の授業で練習を始め、非常に力が入れられる。

## 学園祭（ステューディアフェスタ）
毎年9月に学園祭が開催される。2日間の文化祭と1日間の体育大会で構成される。
音楽の部
初日に行われる。
演劇の部
2日目に行われる。
体育の部
日にちが離れて行われる。　
弱点強化ゼミ
1、2学期の中間考査と期末考査。3学期の学年末考査の1週間前に希望者のみ、授業後からテストの対策をする。学年によっては夜7時50分まで対策をする。
ただし、3年生については、弱点強化ゼミはない。

## 柔道部（部活動）
中学柔道部は、男女ともに中学三大大会を完全制覇した唯一の学校である。男子団体戦では、2008年（平成20年）に史上初の全中4連覇を達成。女子団体戦でも、2014年（平成26年）に史上初の全中3連覇を達成している。

### 団体戦
- 全国中学校柔道大会 - 男子団体戦優勝7回（2000年、2005年～2008年、2017年、2022年）、女子団体戦優勝3回（2012年～2014年）
- 近代柔道杯全国中学生柔道大会 - 男子団体戦優勝6回（2005年、2006年、2008年、2009年、2013年、2014年）、女子団体戦優勝4回（2008年、2012年～2014年）
- マルちゃん杯全日本少年柔道大会 - 男子団体戦優勝3回（2005年～2007年）、女子団体戦優勝1回（2012年）

### 個人戦
- 近藤亜美 - 全国中学校柔道大会 - 48㎏級優勝（2010年）
  - リオデジャネイロオリンピックにて - 48kg級銅メダル（2016年）

## 主な出身者

### 野球選手
- 江口亮輔（プロ野球選手・元千葉ロッテマリーンズ）

### 柔道家
- 中井貴裕（柔道家・ロンドンオリンピック男子81kg級5位入賞）
- 近藤亜美（柔道家・リオデジャネイロオリンピック女子48kg級銅メダリスト・2014年世界選手権女子48㎏級金メダリスト）
- 濱田早萌（柔道家・48kg級）
- 武田亮子（柔道家・52kg級）
- 鍋倉那美（柔道家・63kg級）
- 鈴木伊織（柔道家・78kg級）
- 中江美裕（柔道家・70kg級）
- 黒木七都美（柔道家・52kg級）
- 神谷鈴（柔道家・52kg級）
- 和田梨乃子（柔道家・78kg級）
- 河端悠（柔道家・44kg級）
- 稲垣若菜（柔道家・48kg級）
- 六郷雄平（柔道家・66kg級）
- 加藤光将（柔道家・100kg超級）
- 高橋良介（柔道家・100kg級）
- 古賀颯人（柔道家・73kg級）
- 古賀玄暉（柔道家・60kg級）
- 永山竜樹（柔道家・パリオリンピック男子60kg級銅メダリスト）
- 辻岡慶次（柔道家・60kg級）
- 大竹龍之助（柔道家・81kg級）
- 村田夏南子（柔道家・52kg級　中学まで）

### 政治・行政
- 吉川蓮民（政治活動家）

## アクセス
- JR東海道本線「尾張一宮駅」、名鉄名古屋本線「名鉄一宮駅」より名鉄バス 岩倉駅行き「羽根」バス停下車後、徒歩。
- 名鉄犬山線「岩倉駅」西口より名鉄バス 尾張一宮駅行き「元小山」バス停下車後、徒歩。